# روبرتو كارلوس (مغني)
روبرتو كارلوس براغا Roberto Carlos Braga؛( ولد في 19 أبريل 1941) هو المغني البرازيلي وكاتب الاغاني، المعروف أيضا باسم ملك الموسيقى اللاتينية King of Latin Music أو ببساطة الملك King.؛

معظم أغانيه مكتوبة بالشراكة مع صديقه المغني وكاتب الاغاني ايراسمو كارلوس Erasmo Carlos.. باع روبرتو كارلوس أكثر من 120 مليون ألبوم في جميع أنحاء العالم. ويعتبر واحدا من الفنانين الأكثر نفوذا في البرازيل خلال عام 1960، ويجري الاستشهاد به كمصدر للإلهام من قبل العديد من الفنانين والفرق حتى عام 1980.
تقدر قيمته الصافية بحوالي 160 مليون دولار أمريكي.

ولد روبرتو كارلوس براغا في كاتشويرو دي إيتابيميريم Cachoeiro de Itapemirim,، في الجزء الجنوبي من ولاية إسبيريتو سانتو Espírito Santo.البرازيلية. وهو الابن الرابع والأخير لروبرتينو براغا Robertino Braga؛ توفي في (27 مارس 1896 - 27 يناير 1980)، (صانع ساعات) ولورا موريرا براغا Laura Moreira Braga توفت في(10 أبريل 1914 - 17 أبريل، 2010)، كانت تعمل خياطة.
عاشت الأسرة في منزل متواضع على قمة تلة في حي نوك. كان أشقائه لورو روبرتو براغا Lauro Roberto Braga، كارلوس ألبرتو موريرا براغا Carlos Alberto Moreira Braga و نورمينها Norminha. في سن السادسة، خلال عيد القديس بطرس، patron saint of Cachoeiro do Itapemirim, ، أصيب روبرتو كارلوس من قبل قاطرة البخار وكان لابد من بتر ساقه اليمنى تحت ركبته مباشرة (لا يزال يستخدم طرفا اصطناعيا، لكنه يتجنب الحديث عنه).

كما تعلم وهو طفل العزف على الإيتار والبيانو - لأول مرة مع والدته وبعد ذلك في معهد إيتابيميريم الموسيقى Itapemirim Music. في سن 9 سنوات، كان يؤدي لأول مرة في عرض للأطفال في بث على راديو راشيرو أغنية(he sang a bolero called "Mal Amor"). وفاز بحلوى باعتبارها الجائزة الأولى.

## أعماله

### ألبومات
معظمها باللغة البرتغالية وبعض الأغاني باللغة الإسبانية والإنجليزية والإيطالية.
- 1961 – Louco Por Você
- 1963 – Splish Splash (song)
- 1964 – É Proibido Fumar
- 1964 – Canta a la Juventud
- 1965 – Canta Para a Juventude
- 1965 – Jovem Guarda
- 1966 – Roberto Carlos
- 1967 – Roberto Carlos em Ritmo de Aventura
- 1968 – O Inimitável
- 1969 – Roberto Carlos ("As Flores do Jardim da Nossa casa")
- 1970 – Roberto Carlos ("Ana")
- 1971 – Roberto Carlos ("Detalhes")
- روبرتو كارلوس ، 1972. الأرشيف الوطني للبرازيل.1972 – Roberto Carlos ("A Janela")

روبرتو كارلوس ، 1972. الأرشيف الوطني للبرازيل.

- 1973 – Roberto Carlos ("A Cigana")
- 1974 – Roberto Carlos ("Eu Quero Apenas")
- 1975 – Roberto Carlos ("Quero Que Vá Tudo Pro Inferno")
- 1976 – Roberto Carlos ("Ilegal, Imoral ou Engorda")
- 1976 – San Remo 1968
- 1977 – Roberto Carlos ("Amigo")
- 1978 – Roberto Carlos ("Fé")
- 1979 – Roberto Carlos ("Na Paz do Seu Sorriso)
- 1980 – Roberto Carlos ("A Guerra dos Meninos")
- 1981 – Roberto Carlos ("As Baleias")
- 1981 – Roberto Carlos ("In English")
- 1982 – Roberto Carlos ("Amiga")
- 1983 – Roberto Carlos ("O Amor é a Moda")
- 1984 – Roberto Carlos ("Coração")
- 1985 – Roberto Carlos ("Verde e Amarelo")
- 1986 – Roberto Carlos ("Apocalipse")
- 1987 – Roberto Carlos ("Águia Dourada")
- 1988 – Roberto Carlos ("Se Diverte e Já Não Pensa em Mim")
- 1988 – Ao Vivo (live recording)
- 1989 – Roberto Carlos ("Na Paz do seu Sorriso")
- 1989 – Roberto Carlos ("Amazônia")
- 1990 – Roberto Carlos ("Super Herói")
- 1991 – Roberto Carlos ("Todas as Manhãs")
- 1992 – Roberto Carlos ("Mulher Pequena")
- 1992 – Roberto Carlos ("Emoções")
- 1992 – Roberto Carlos 1992
- 1993 – Inolvidables
- 1993 – Roberto Carlos ("Obsessão")
- 1994 – Roberto Carlos ("Alô")
- 1995 – Roberto Carlos ("Amigo Não Chore Por Ela")
- 1996 – Roberto Carlos ("Mulher de 40")
- 1997 – Roberto Carlos ("Canciones que Amo")
- 1998 – Roberto Carlos ("Eu Te Amo Tanto")
- 1999 – Mensagens (songs of faith)
- 1999 – Grandes Sucessos (Greatest Hits)
- 2000 – Amor Sem Limites
- 2000 – Grandes Canciones (2 CD's)
- 2001 – Acústico MTV (MTV Unplugged)
- 2002 – Ao Vivo (Live)
- 2003 – Pra Sempre
- 2004 – Pra Sempre Ao Vivo No Pacaembu (Live)
- 2005 – Roberto Carlos ("Arrasta uma Cadeira")
- 2006 – Duetos (Duets)
- 2008 – En Vivo (Live in Spanish)
- 2008 – Roberto Carlos e Caetano Veloso e a música de Tom Jobim
- 2009 - Elas Cantam Roberto Carlos
- 2010 - Emoções Sertanejas
- 2011 – Projeto Emoções em Jerusalém (Live)
- 2012 - Esse Cara Sou Eu
- 2013 - Roberto Carlos Remixed.
- 2015 - Roberto Carlos (Primera Fila)

### Feature films
- 1968 – Em Ritmo de Aventura
- 1970 – O Diamante Cor De Rosa
- 1971 – A 300 km Por Hora

### أفلام الحفلات الحية
- 2001 – Acústico MTV
- 2001 – Acústico Gold Serie Limitada
- 2004 – Pra Sempre Ao Vivo no Pacaembu
- 2006 – Antologia (CD + DVD)
- 2006 – Duetos
- 2008 – Roberto Carlos ao Vivo (CD + DVD)

## وصلات خارجية
- روبرتو كارلوس على موقع IMDb (الإنجليزية)
- روبرتو كارلوس على موقع الموسوعة البريطانية (الإنجليزية)
- روبرتو كارلوس على موقع ألو سيني (الفرنسية)
- روبرتو كارلوس على موقع ميوزك برينز (الإنجليزية)
- روبرتو كارلوس على موقع إن إن دي بي (الإنجليزية)
- روبرتو كارلوس على موقع أول ميوزيك (الإنجليزية)
- روبرتو كارلوس على موقع ديسكوغز (الإنجليزية)
- روبرتو كارلوس على موقع قاعدة بيانات الفيلم (الإنجليزية)